# Liste der Kulturdenkmale in Burg (bei Magdeburg)
In der Liste der Kulturdenkmale in Burg (bei Magdeburg) sind alle Kulturdenkmale der Stadt Burg (Landkreis Jerichower Land) und ihrer Ortsteile aufgelistet. Grundlage ist das Denkmalverzeichnis des Landes Sachsen-Anhalt, das auf Basis des Denkmalschutzgesetzes des Landes Sachsen-Anhalt vom 21. Oktober 1991 durch das Landesamt für Denkmalpflege und Archäologie Sachsen-Anhalt erstellt und seither laufend ergänzt wurde (Stand: 31. Dezember 2024).

## Kulturdenkmale nach Ortsteilen

### Burg
| Lage | Bezeichnung                      | Beschreibung | Erfassungs- nummer | Ausweisungsart | Bild |
| --- | -------------------------------- | --- | ------------------ | -------------- | --- |
| August-Bebel-Straße 55a (Karte) | Pförtnergebäude                  | Pförtnergebäude | 094 21201          | Baudenkmal     | Pförtnergebäude |
| August-Bebel-Straße 73, Gorkistraße 30, 31, 32, 33, 34, 35, Lüdersdorferstraße 14 (Karte) | Wohnhaus                         | Wohnhaus | 107 70012          | Baudenkmal     | Wohnhaus |
| Bahnhofstraße 10 (Karte) | Krananlage                       | wurde 2017 wegen der Baumaßnahme Landesgartenschau zum Wasserturm umgesetzt | 094 05591          | Baudenkmal     | Weitere Bilder |
| Bahnhofstraße (Karte) | Transformatorenstation           | | 094 75989          | Baudenkmal     | Transformatorenstation |
| Bahnhofstraße 4 (Karte) | Verwaltungsgebäude               | Allgemeine Ortskrankenkasse | 094 75990          | Baudenkmal     | Verwaltungsgebäude |
| Bahnhofstraße 7 (Karte) | Fabrik                           | | 094 71380          | Baudenkmal     | Fabrik |
| Bahnhofstraße 8 (Karte) | Wohnhaus                         | | 094 75993          | Baudenkmal     | Wohnhaus |
| Bahnhofstraße 9 (Karte) | Verwaltungsgebäude               | | 094 75994          | Baudenkmal     | Verwaltungsgebäude |
| Bahnhofstraße 10 (Karte) | Bahnhof Burg (b Magdeburg)       | | 094 75985          | Baudenkmal     | Weitere Bilder |
| Bahnhofstraße 10 (Karte) | Wasserturm                       | | 094 76112          | Baudenkmal     | Weitere Bilder |
| Bahnhofstraße 13a (Karte) | Wohn- und Geschäftshaus          | ehem. Geschäftshaus der Steinmetzmeister Gebrüder Balkow | 107 70008          | Baudenkmal     | Wohn- und Geschäftshaus |
| Bahnhofstraße 16 (Karte) | Villa                            | | 094 86776          | Baudenkmal     | Villa |
| Bahnhofstraße 21 (Karte) | Kaserne                          | | 094 76202          | Baudenkmal     | Kaserne |
| Bahnhofstraße 23 (Karte) | Villa                            | | 094 75995          | Baudenkmal     | Villa |
| Bahnhofstraße 27 (Karte) | Villa                            | | 094 75996          | Baudenkmal     | Villa |
| Bahnhofstraße 28 (Karte) | Wohnhaus                         | | 094 75997          | Baudenkmal     | Wohnhaus |
| Bahnhofstraße 29 a (Karte) | Bankgebäude                      | | 094 75998          | Baudenkmal     | Bankgebäude |
| Bahnhofstraße, Kirchhofstraße südöstlich vom Bahnhof (Karte) | Park                             | Goethepark | 094 71300          | Baudenkmal     | Weitere Bilder |
| Bergstraße 7 (Karte) | Wohnhaus                         | Schiefes Haus | 094 05671          | Baudenkmal     | Wohnhaus |
| Bergstraße 8a, Unterm Hagen Unter dem Weinberg (Karte) | Eiskeller                        | Keller | 094 76180          | Baudenkmal     | Eiskeller |
| Berliner Chaussee 102 (Karte) | Hospital                         | Hospital vor dem Obertor, Wilhelm-Augusta-Hospital | 094 86761          | Baudenkmal     | Hospital |
| Berliner Chaussee 139 (Karte) | Friedhof                         | Ostfriedhof | 094 71383          | Baudenkmal     | Friedhof |
| Berliner Straße 2, 3, 4, 5, 6, 7, 8, 9, 10, 11, 34, 35, 36, 37, 38, 39, 40, 41, 42, 43, 44, 45, 46, 47, 48, 49, Breiter Weg 7, 8, 9, 10, 11, 12, 13, 14, 15, 16, 17, 18, 19, 20, 21, 22, 23, 24, 26, 27, 28, 29, 30, 31, 32, 33, 34, 35, 36, 37, 38, 39, 40, 41, 42, 43, 43a, 44, 45, 46, 47, 48, 49, Burger Freiheitstraße 1, 1a, 1b, 2, 3, 4, 5, 6, Große Hirtenstraße 18, Turmstraße 4, 5, 6 (Karte) | Stadtviertel                     | | 094 86932          | Denkmalbereich | [[Vorlage:Bilderwunsch/code!/C:52.27358,11.86119!/D:Berliner Straße 2, 3, 4, 5, 6, 7, 8, 9, 10, 11, 34, 35, 36, 37, 38, 39, 40, 41, 42, 43, 44, 45, 46, 47, 48, 49, Breiter Weg 7, 8, 9, 10, 11, 12, 13, 14, 15, 16, 17, 18, 19, 20, 21, 22, 23, 24, 26, 27, 28, 29, 30, 31, 32, 33, 34, 35, 36, 37, 38, 39, 40, 41, 42, 43, 43a, 44, 45, 46, 47, 48, 49, Burger Freiheitstraße 1, 1a, 1b, 2, 3, 4, 5, 6, Große Hirtenstraße 18, Turmstraße 4, 5, 6,!/\|BW]] |
| Berliner Straße 33 (Karte) | Villa Stolle                     | Villa Stolle | 094 76210          | Baudenkmal     | Villa Stolle |
| Berliner Straße 34 a (Karte) | Berliner Torturm                 | | 094 05678          | Baudenkmal     | Weitere Bilder |
| Berliner Straße 38 (Karte) | Stadtbibliothek Brigitte Reimann | 1589 errichtetes zweigeschossiges Fachwerkhaus, jetzt als Stadtbibliothek genutzt | 094 05530          | Baudenkmal     | Weitere Bilder |
| Berliner Straße 42, 43, 44, 45 (Karte) | Pieschelsche Anstalt             | Altenheim, Pieschelsche Anstalt, 1830/31 | 094 75999          | Baudenkmal     | Pieschelsche Anstalt |
| Berliner Straße 47 (Karte) | Wohnhaus                         | | 094 76001          | Baudenkmal     | Wohnhaus |
| Berliner Straße 48 (Karte) | Wohnhaus                         | | 094 76002          | Baudenkmal     | Wohnhaus |
| Berliner Straße, Kirchhof „Unser Lieben Frauen“ (Karte) | Kirche Unser Lieben Frauen       | sogenannte Oberkirche | 094 05664          | Baudenkmal     | Weitere Bilder |
| Bethanienstraße (Karte) | Stadtmauer                       | | 094 76174          | Baudenkmal     | Weitere Bilder |
| Bethanienstraße 10 (Karte) | Kaserne                          | | 094 05673          | Baudenkmal     | Kaserne |
| Blumenstraße 11 (Karte) | Fabrik                           | | 094 71232          | Baudenkmal     | Fabrik |
| Blumenthaler Landstraße 2, Marientränke (Karte) | Fabrik                           | Fabrikgebäude | 094 05663          | Baudenkmal     | Fabrik |
| Blumenthaler Landstraße 25, Hafenstraße 1 (Karte) | Gaswerk                          | ehemaliges Gaswerk Burg | 107 70011          | Baudenkmal     | Gaswerk |
| Blumenthaler Straße (Karte) | Stadtmauer                       | | 094 76175          | Baudenkmal     | Weitere Bilder |
| Blumenthaler Straße 4 (Karte) | Kirche                           | Neugotische katholische Kirche St. Johannes der Täufer, 1904–06 nach Plänen von Arnold Güldenpfennig erbaut. | 094 10168          | Baudenkmal     | Weitere Bilder |
| Blumenthaler Straße 35d (Karte) | Schlachthof                      | | 094 76337          | Baudenkmal     | Schlachthof |
| Blumenthaler Straße 54 (Karte) | Wohn- und Geschäftshaus          | | 094 76003          | Baudenkmal     | Wohn- und Geschäftshaus |
| Brehm 19 nördlich des Brehm im „Faulen Grund“ (Karte) | Forsthaus Brehm                  | Forsthof | 094 76430          | Baudenkmal     | Forsthaus Brehm |
| Breiter Weg 7 (Karte) | Wohn- und Geschäftshaus          | | 094 76253          | Baudenkmal     | Wohn- und Geschäftshaus |
| Breiter Weg 14 (Karte) | Wohnhaus                         | | 094 76012          | Baudenkmal     | Wohnhaus |
| Breiter Weg 15 (Karte) | Wohnhaus                         | | 094 76008          | Baudenkmal     | Wohnhaus |
| Breiter Weg 20 (Karte) | Wohnhaus                         | | 094 76014          | Baudenkmal     | Wohnhaus |
| Breiter Weg 21 (Karte) | Wohnhaus                         | | 094 76015          | Baudenkmal     | Wohnhaus |
| Breiter Weg 25 (Karte) | Wohn- und Geschäftshaus          | | 094 76016          | Baudenkmal     | Wohn- und Geschäftshaus |
| Breiter Weg 26 (Karte) | Wohnhaus                         | | 094 76017          | Baudenkmal     | Wohnhaus |
| Breiter Weg 27 (Karte) | Rathaus                          | Rathaus | 094 76019          | Baudenkmal     | Rathaus |
| Breiter Weg 28 (Karte) | Verwaltungsgebäude               | Rat der Stadt Burg | 094 76020          | Baudenkmal     | Verwaltungsgebäude |
| Breiter Weg 30, 31 (Karte) | Wohnhaus                         | Wohnhaus Hausnummer 30 im Jahr 2013 abgerissen und dann neu bebaut | 094 76022          | Baudenkmal     | Wohnhaus |
| Breiter Weg 34 (Karte) | Wohnhaus                         | Das Gebäude belegte 2001 beim Fassadenwettbewerb in der Kategorie Fachwerk den 1. Platz | 094 76023          | Baudenkmal     | Wohnhaus |
| Breiter Weg 35 (Karte) | Wohnhaus                         | | 094 76024          | Baudenkmal     | Wohnhaus |
| Breiter Weg 37 (Karte) | Wohn- und Geschäftshaus          | | 094 76025          | Baudenkmal     | Wohn- und Geschäftshaus |
| Breiter Weg 38 (Karte) | Wohnhaus                         | | 094 76026          | Baudenkmal     | Wohnhaus |
| Breiter Weg 40 (Karte) | Wohnhaus                         | | 094 76027          | Baudenkmal     | Wohnhaus |
| Breiter Weg 41 (Karte) | Wohnhaus                         | | 094 76028          | Baudenkmal     | Wohnhaus |
| Breiter Weg 45 (Karte) | Wohn- und Geschäftshaus          | | 094 76030          | Baudenkmal     | Wohn- und Geschäftshaus |
| Bruchstraße 9 (Karte) | Synagoge                         | ehem. Synagoge | 094 18097          | Baudenkmal     | Weitere Bilder |
| Bruchstraße 11 (Karte) | Wohnhaus                         | | 094 71326          | Baudenkmal     | Wohnhaus |
| Bruchstraße 20, 21 (Karte) | Wohnhaus Krocker                 | Wohnhaus | 094 76211          | Baudenkmal     | Weitere Bilder |
| Bruchstraße 24 (Karte) | Pfarrhof St. Petri               | Pfarrhof | 094 05674          | Baudenkmal     | Pfarrhof St. Petri |
| Brüderstraße 8 (Karte) | Fabrik                           | Fabrik seit 1. Juli 2021: MVZ Marienstift Burg (Arztpraxen und Sanitätshaus) | 094 05638          | Baudenkmal     | Weitere Bilder |
| Brüderstraße 19 (Karte) | Wohn- und Geschäftshaus          | Wohn- und Geschäftshaus | 094 76034          | Baudenkmal     | Wohn- und Geschäftshaus |
| Brüderstraße 24 (Karte) | Wohnhaus Brüderstraße 24         | Wohnhaus zweigeschossiges, verputztes Fachwerkgebäude aus dem 17. Jahrhundert | 094 76037          | Baudenkmal     | Wohnhaus Brüderstraße 24 |
| Brüderstraße 27, 28 (Karte) | Wohnhaus                         | Wohnhaus | 094 76039          | Baudenkmal     | Wohnhaus |
| Brüderstraße 29 (Karte) | Wohnhaus                         | | 094 76040          | Baudenkmal     | Wohnhaus |
| Brüderstraße 33 (Karte) | Wohn- und Geschäftshaus          | Erbaut um 1784, Erneuert 2006 | 094 76042          | Baudenkmal     | Weitere Bilder |
| Brüderstraße 34 (Karte) | Wohnhaus                         | | 094 76043          | Baudenkmal     | Wohnhaus |
| Brüderstraße 37 (Karte) | Wohnhaus                         | | 094 76044          | Baudenkmal     | Wohnhaus |
| Brüderstraße 38 (Karte) | Fabrik; Wohnhaus                 | | 094 76045          | Baudenkmal     | Fabrik; Wohnhaus |
| Brüderstraße 42 (Karte) | Feuerwache                       | | 094 76048          | Baudenkmal     | Weitere Bilder |
| Brüderstraße 46 (Karte) | Schule                           | ehem. Viktoria-Gymnasium | 094 76049          | Baudenkmal     | Weitere Bilder |
| Böttcherstraße 2 (Karte) | Wohnhaus                         | Wiederaufbau nach dem Brand 1735, Erneuert 1995/96 Zweiten Platz im Fassadenwettbewerb 2001 – Fachwerk | 094 76006          | Baudenkmal     | Weitere Bilder |
| Deichstraße (Karte) | Flickschupark                    | Park, am 17. März 2015 als Denkmal ausgewiesen | 107 50004          | Baudenkmal     | Weitere Bilder |
| Deichstraße 13 (Karte) | Wohnhaus                         | | 094 71239          | Baudenkmal     | Wohnhaus |
| Deichstraße 15 (Karte) | Villa                            | Villa | 094 76213          | Baudenkmal     | Villa |
| Deichstraße 22, 23 (Karte) | Häusergruppe                     | Häusergruppe | 094 71240          | Baudenkmal     | Häusergruppe |
| Deichstraße 26 (Karte) | Wohnhaus                         | Wohnhaus | 094 86774          | Baudenkmal     | Wohnhaus |
| Franzosenstraße 1, 2, 3 (Karte) | Wohn- und Geschäftshaus          | Wohn- und Geschäftshaus | 094 76053          | Baudenkmal     | Wohn- und Geschäftshaus |
| Franzosenstraße 12 (Karte) | Kirche St. Petri                 | Die Kirche wurde zu Beginn des 13. Jahrhunderts erbaut. Es ist ein Saalbau aus Feldsteinen mit einem eingezogenen Chor. Nach der Reformation fiel die Kirche wüst, ab 1674 war es ein Brauhaus. Im Jahre 1691 wurde das Gebäude wieder als Kirche genutzt. Der Dachturm mit Laterne und Haube stammt aus dieser Zeit. von 1881 bis 1882 wurde das Gebäude instand gesetzt, dabei wurde auch das Innere neu ausgebaut und ausgestattet. Die Orgel ist von Sauer aus Frankfurt/Oder. | 094 76146          | Baudenkmal     | Weitere Bilder |
| Franzosenstraße 29, 30 (Karte) | Stadtmauer                       | Stadtmauer, 2018 als Baudenkmal ausgewiesen | 107 60013          | Baudenkmal     | Stadtmauer |
| Franzosenstraße 55 (Karte) | Wohnhaus                         | Hugenottenhaus | 094 76162          | Baudenkmal     | Wohnhaus |
| Franzosenstraße 72 (Karte) | Wohn- und Geschäftshaus          | | 094 76054          | Baudenkmal     | Wohn- und Geschäftshaus |
| Friedenstraße 4, 5 (Karte) | Wohnhaus                         | Wohnhaus | 107 70002          | Baudenkmal     | Wohnhaus |
| Friedenstraße 24a (Karte) | Wohnhaus                         | Wohnhaus | 107 70005          | Baudenkmal     | Wohnhaus |
| Friedenstraße 29 (Karte) | Wohnhaus                         | Wohnhaus | 107 70007          | Baudenkmal     | Wohnhaus |
| Friedenstraße 30 (Karte) | Wohnhaus                         | Wohnhaus | 107 70006          | Baudenkmal     | Wohnhaus |
| Fruchtstraße 1 (Karte) | Wohn- und Geschäftshaus          | Viktoria-Mühle | 094 76179          | Baudenkmal     | Wohn- und Geschäftshaus |
| Gartenstraße 21b (Karte) | Wohnhaus                         | Wohnhaus | 107 70004          | Baudenkmal     | Wohnhaus |
| Gartenstraße 21c (Karte) | Wohnhaus                         | Wohnhaus | 107 70016          | Baudenkmal     | Wohnhaus |
| Gorkistraße 14, 15, 16, Straße der Einheit 11, 12 (Karte) | Wohnhaus                         | Wohnhaus | 107 70014          | Baudenkmal     | Weitere Bilder |
| Gorkistraße 20, 20a (Karte) | Wohnhaus                         | Wohnhaus | 107 70013          | Baudenkmal     | Wohnhaus |
| Große Brahmstraße 5 (Karte) | Wohnhaus                         | Wohnhaus | 094 76214          | Baudenkmal     | Wohnhaus |
| Große Brahmstraße 11 (Karte) | Wohn- und Geschäftshaus          | Wohn- und Geschäftshaus | 094 71245          | Baudenkmal     | Wohn- und Geschäftshaus |
| Große Brahmstraße 12 (Karte) | Sankt-Jakobi-Kapelle             | Kapelle ehemalige St.-Jakobi-Kapelle | 094 76132          | Baudenkmal     | Sankt-Jakobi-Kapelle |
| Große Brahmstraße 15 (Karte) | Clausewitzdenkmal                | Denkmal Gedenkstätte für den Generalmajor Carl von Clausewitz, 2020 als denkmalgeschützt angegeben, wird jedoch zumindest seit 2022, obwohl als Objekt noch vorhanden, im Denkmalinformationssystem nicht erwähnt. | 094 76100          | Kleindenkmal   | Clausewitzdenkmal |
| Große Brahmstraße 22 (Karte) | Wohnhaus                         | Wohn- und Geschäftshaus | 107 70003          | Baudenkmal     | Wohnhaus |
| Große Hirtenstraße 4 (Karte) | Wohnhaus                         | Wohnhaus | 094 71316          | Baudenkmal     | Wohnhaus |
| Große Hirtenstraße 13 (Karte) | Wohnhaus                         | Wohnhaus | 094 71318          | Baudenkmal     | Wohnhaus |
| Große Hirtenstraße 21 (Karte) | Wohnhaus                         | Wohnhaus | 094 71319          | Baudenkmal     | Wohnhaus |
| Großer Hof 7 (Karte) | Wohnhaus                         | | 094 71241          | Baudenkmal     | BW |
| Großer Hof 13 (Karte) | Ackerbürgerhaus                  | | 094 71242          | Baudenkmal     | BW |
| Großer Hof 14 (Karte) | Ackerbürgerhaus                  | | 094 71243          | Baudenkmal     | BW |
| Großer Hof 16 (Karte) | Ackerbürgerhaus                  | Ackerbürgerhaus | 094 71244          | Baudenkmal     | Ackerbürgerhaus |
| Grünstraße 1 b (Karte) | Wohnhaus                         | | 094 76326          | Baudenkmal     | BW |
| Grünstraße 13c (Karte) | Wohnhaus                         | | 094 86906          | Baudenkmal     | Wohnhaus |
| Gummersbacher Platz 1 (Karte) | Wohn- und Geschäftshaus          | | 094 86762          | Baudenkmal     | Wohn- und Geschäftshaus |
| Hainstraße 11, 12 (Karte) | Handwerkerhof Hainstraße 11, 12  | Handwerkerhof, heute museal genutzte alte Gerberei in Fachwerkbauweise | 094 05672          | Baudenkmal     | Handwerkerhof Hainstraße 11, 12 |
| Jakobistraße 9 (Karte) | Wohnhaus                         | | 094 75988          | Baudenkmal     | BW |
| Jakobistraße 10, Schartauer Straße 58 (Karte) | Schule                           | Luisen-Lyzeum | 094 76110          | Baudenkmal     | BW |
| Jakobistraße 11 (Karte) | Wohnhaus                         | | 094 76056          | Baudenkmal     | Wohnhaus |
| Jakobistraße 12 (Karte) | Wohn- und Geschäftshaus          | | 094 76057          | Baudenkmal     | Wohn- und Geschäftshaus |
| Jakobistraße 14 (Karte) | Wohn- und Geschäftshaus          | | 094 76058          | Baudenkmal     | Wohn- und Geschäftshaus |
| Jakobistraße 15 (Karte) | Wohn- und Geschäftshaus          | | 094 76059          | Baudenkmal     | BW |
| Jakobistraße 16 (Karte) | Wohn- und Geschäftshaus          | | 094 76060          | Baudenkmal     | BW |
| Jakobistraße 20 (Karte) | Wohnhaus                         | | 094 86775          | Baudenkmal     | BW |
| Jakobistraße 21 (Karte) | Wohn- und Geschäftshaus          | | 107 70009          | Baudenkmal     | BW |
| Johannesstraße 9 (Karte) | Wohnhaus                         | | 094 76061          | Baudenkmal     | Wohnhaus |
| Johannesstraße 10 (Karte) | Wohnhaus                         | Wohnhaus | 094 05653          | Baudenkmal     | Wohnhaus |
| Johannesstraße 18 (Karte) | Gerichtsgebäude                  | Gerichtsgebäude | 094 76404          | Baudenkmal     | Gerichtsgebäude |
| Kaiterling 21 (Karte) | Wohnhaus                         | | 094 71247          | Baudenkmal     | Wohnhaus |
| Kapellenstraße 1 (Karte) | Kapelle                          | Maria-Magdalenenkapelle | 094 76062          | Baudenkmal     | BW |
| Kapellenstraße 8 (Karte) | Schule                           | Pestalozzi-Schule | 094 76063          | Baudenkmal     | BW |
| Kapellenstraße 26 (Karte) | Ackerbürgerhaus                  | | 094 76182          | Baudenkmal     | BW |
| Kapellenstraße 30 (Karte) | Fabrik                           | | 094 71315          | Baudenkmal     | BW |
| Karl-Marx-Straße 33, 32 (Karte) | Fabrik                           | Ehemalige Schuhfabrik August Voigt (Avau - Schuh) | 094 76176          | Baudenkmal     | Weitere Bilder |
| Kirchhofstraße auf ehemaligem Westfriedhof hinter der Schwimmhalle (Karte) | Sowjetischer Ehrenfriedhof       | Ehrenmal für sowjetische Soldaten | 094 05528          | Baudenkmal     | Sowjetischer Ehrenfriedhof |
| Kirchhofstraße auf dem ehemaligen Westfriedhof (Karte) | Ehrenmal                         | Ehrenmal | 094 86759          | Baudenkmal     | BW |
| Kirchhofstraße auf dem ehemaligen Westfriedhof, Ecke Blumenthaler Straße / Kirchhofstraße (Karte) | Friedhof                         | reformierter Friedhof | 094 86760          | Baudenkmal     | BW |
| Kirchhofstraße an der Kirchhofstraße gelegen, gegenüber der Schwimmhalle, abgesperrtes Gelände (Karte) | Friedhof                         | | 107 05023          | Baudenkmal     | BW |
| Kirchhofstraße auf ehemaligem Westfriedhof westlich von der Gedenkstätte zu Ehren der Gefallenen des II. Weltkriegs (Karte) | Denkmal                          | | 094 05583          | Kleindenkmal   | Denkmal |
| Kirchhofstraße 9 (Karte) | Wohnhaus                         | | 094 10166          | Baudenkmal     | BW |
| Klosterstraße 15–17 (Karte) | Schule                           | Comeniusschule | 094 76065          | Baudenkmal     | BW |
| Kreuzgang 3 (Karte) | Villa                            | | 094 76209          | Baudenkmal     | Villa |
| Kreuzgang 4 (Karte) | Villa                            | Fabrikantenvilla aus dem Jahr 1907/08 | 094 76208          | Baudenkmal     | Villa |
| Lüdersdorfer Straße 5 (Karte) | Wohnhaus                         | | 094 76055          | Baudenkmal     | BW |
| Lüdersdorfer Straße 24 (Karte) | Wohnhaus                         | Wohnhaus vom Beginn des 20. Jahrhunderts, 2017 als Denkmal ausgewiesen | 107 60011          | Baudenkmal     | BW |
| Magdalenenplatz (Karte) | Pumpe                            | Pumpe | 094 76172          | Kleindenkmal   | Pumpe |
| Magdalenenplatz 1 (Karte) | Wohn- und Geschäftshaus          | Wohn- und Geschäftshaus | 094 76181          | Baudenkmal     | Wohn- und Geschäftshaus |
| Magdeburger Chaussee 1, Magdeburger Straße 28, 29, 30 (Karte) | Fabrik                           | Tack Schuhfabrik | 094 76068          | Baudenkmal     | Fabrik |
| Magdeburger Straße 7 (Karte) | Wohnhaus                         | Wohnhaus | 094 76067          | Baudenkmal     | Wohnhaus |
| Magdeburger Straße 8 (Karte) | Wohnhaus                         | | 094 86938          | Baudenkmal     | Wohnhaus |
| Magdeburger Straße 12 (Karte) | Wohnhaus                         | 2014 abgerissen | 094 76201          | Baudenkmal     | BW |
| Magdeburger Straße 27 (Karte) | Wohnhaus                         | | 107 70015          | Baudenkmal     | BW |
| Magdeburger Straße 44 (Karte) | Brauerei                         | | 094 76406          | Baudenkmal     | BW |
| Markt 9 (Karte) | Postamt                          | | 094 76072          | Baudenkmal     | Postamt |
| Markt 14 (Karte) | Kaufhaus                         | | 094 76245          | Baudenkmal     | BW |
| Markt 15 (Karte) | Wohn- und Geschäftshaus          | | 094 76073          | Baudenkmal     | BW |
| Markt 19 im Hof (Karte) | Scheune                          | | 094 76074          | Baudenkmal     | BW |
| Markt 20 (Karte) | Wohn- und Geschäftshaus          | | 094 76075          | Baudenkmal     | BW |
| Markt 21 (Karte) | Wohn- und Geschäftshaus          | | 094 76076          | Baudenkmal     | Wohn- und Geschäftshaus |
| Markt 29 (Karte) | Wohn- und Geschäftshaus          | | 094 76081          | Baudenkmal     | BW |
| Markt 30 (Karte) | Wohn- und Geschäftshaus          | | 094 76082          | Baudenkmal     | BW |
| Martin-Luther-Straße 55 (Karte) | Wohnhaus                         | Wohnhaus vom Beginn des 20. Jahrhunderts, 2017 als Denkmal ausgewiesen | 107 60009          | Baudenkmal     | Weitere Bilder |
| Martin-Luther-Straße 56 (Karte) | Wohnhaus                         | Wohnhaus vom Beginn des 20. Jahrhunderts, 2017 als Denkmal ausgewiesen | 107 60010          | Baudenkmal     | Weitere Bilder |
| Mauerstraße (Karte) | Stadtmauer                       | Zinnen ausgemauert mit Steinen der Ziegelei Netzband (Derben) | 094 76083          | Baudenkmal     | Weitere Bilder |
| Neuenzinnen, Flämingberg (Karte) | Bismarckturm                     | 1906/07 errichteter Bismarckturm | 094 76133          | Baudenkmal     | Weitere Bilder |
| Neuenzinnen (Karte) | Jüdischer Friedhof               | Jüdischer Friedhof | 094 76018          | Baudenkmal     | Weitere Bilder |
| Niegripper Chaussee 5 (Karte) | Villa                            | | 094 76212          | Baudenkmal     | BW |
| Niegripper Chaussee 10, 9 am Abzweig nach Schartau (Karte) | Umspannwerk                      | | 094 71251          | Baudenkmal     | Weitere Bilder |
| Nikolaistraße (Karte) | Stadtkirche St. Nikolai          | sogenannte Unterkirche | 094 05665          | Baudenkmal     | Weitere Bilder |
| Nordstraße (Karte) | Stadtmauer                       | | 094 76173          | Baudenkmal     | BW |
| Nordstraße, Einmündung Turmstraße (Karte) | Hexenturm                        | Stadtmauerturm | 094 05676          | Baudenkmal     | Weitere Bilder |
| Nordstraße 8 (Karte) | Kuhturm                          | auch Freiheitsturm, Torturm | 094 05677          | Baudenkmal     | Weitere Bilder |
| Oberstraße 10 (Karte) | Wohnhaus                         | | 094 76086          | Baudenkmal     | BW |
| Oberstraße 17 (Karte) | Wohnhaus                         | | 094 86770          | Baudenkmal     | BW |
| Oberstraße 19 (Karte) | Wohnhaus                         | | 094 76400          | Baudenkmal     | BW |
| Oberstraße 19a (Karte) | Geschäftshaus                    | | 094 76401          | Baudenkmal     | BW |
| Oberstraße 33 (Karte) | Wohnhaus                         | | 094 76402          | Baudenkmal     | BW |
| Oberstraße 43 (Karte) | Wohn- und Geschäftshaus          | | 094 76089          | Baudenkmal     | Wohn- und Geschäftshaus |
| Oberstraße 48 (Karte) | Ackerbürgerhof                   | | 094 05561          | Baudenkmal     | BW |
| Oberstraße 72 (Karte) | Herberge                         | „Zur Heimat“ | 094 76090          | Baudenkmal     | BW |
| Oberstraße 77 (Karte) | Ackerbürgerhof                   | | 094 76092          | Baudenkmal     | BW |
| Oberstraße 78 (Karte) | Ackerbürgerhof                   | | 094 76093          | Baudenkmal     | BW |
| Oberstraße 83 (Karte) | Ackerbürgerhaus                  | Ackerbürgerhaus | 094 76094          | Baudenkmal     | BW |
| Oberstraße 85 (Karte) | Wohnhaus                         | Wohnhaus | 094 76096          | Baudenkmal     | BW |
| Oberstraße 86 (Karte) | Wohnhaus                         | Wohnhaus | 094 76097          | Baudenkmal     | BW |
| Parchauer Chaussee 4 (Karte) | Wohnhaus                         | Wohnhaus | 094 71277          | Baudenkmal     | BW |
| Parchauer Chaussee 1a, Waldstraße 3–29a, nördlich von Burg gelegen (Karte) | Erziehungsanstalt Gut Lüben      | Gutshof Ab 1912 errichtete Erziehungsanstalt, späterer Jugendwerkhof. | 094 21202          | Baudenkmal     | Erziehungsanstalt Gut Lüben |
| Pulverstraße 1 (Karte) | Wohnhaus                         | Wohnhaus | 094 76098          | Baudenkmal     | BW |
| Schartauer Straße 4 (Karte) | Wohn- und Geschäftshaus          | | 094 76102          | Baudenkmal     | BW |
| Schartauer Straße 5 (Karte) | Wohn- und Geschäftshaus          | | 094 76103          | Baudenkmal     | BW |
| Schartauer Straße 6 (Karte) | Wohn- und Geschäftshaus          | | 094 86766          | Baudenkmal     | BW |
| Schartauer Straße 7 (Karte) | Wohnhaus                         | | 094 76104          | Baudenkmal     | BW |
| Schartauer Straße 8 (Karte) | Wohn- und Geschäftshaus          | | 094 76105          | Baudenkmal     | BW |
| Schartauer Straße 10a, 11 (Karte) | Brauerei                         | Steinhausbrauerei | 094 76106          | Baudenkmal     | BW |
| Schartauer Straße 14 (Karte) | Wohn- und Geschäftshaus          | | 094 76107          | Baudenkmal     | BW |
| Schartauer Straße 39 (Karte) | Wohnhaus                         | | 094 76109          | Baudenkmal     | BW |
| Schartauer Straße 58a (Karte) | Transformatorenstation           | | 107 05022          | Baudenkmal     | BW |
| Schartauer Straße 59 (Karte) | Wohn- und Geschäftshaus          | | 094 76111          | Baudenkmal     | BW |
| Schartauer Straße 60 a (Karte) | Wohn- und Geschäftshaus          | | 094 76113          | Baudenkmal     | BW |
| Schulstraße 13 (Karte) | Wohnhaus                         | Wohnhaus | 094 70727          | Baudenkmal     | BW |
| Schulstraße 14 (Karte) | Wohnhaus                         | Wohnhaus | 094 05680          | Baudenkmal     | BW |
| Schulstraße 18 (Karte) | Wohn- und Geschäftshaus          | Wohn- und Geschäftshaus | 094 71321          | Baudenkmal     | BW |
| Schulstraße 37 (Karte) | Schule                           | Schule | 094 05670          | Baudenkmal     | Schule |
| Straße der Einheit 27 Ecklage Straße der Einheit / Breitscheidstraße (Karte) | Wohnhaus                         | Haus Dr. Krojanker | 094 05679          | Baudenkmal     | BW |
| Treppengang (Karte) | Wasserturm am Weinberg           | Im Jahr 1902 errichteter Wasserturm, seit den 1970er Jahren außer Betrieb. | 094 05637          | Baudenkmal     | Weitere Bilder |
| Turmstraße 5 (Karte) | Wohnhaus                         | Wohnhaus | 094 76116          | Baudenkmal     | Wohnhaus |
| Turmstraße 6 (Karte) | Wohnhaus                         | | 094 76117          | Baudenkmal     | Wohnhaus |
| Unterm Hagen 16 (Karte) | Wohnhaus                         | | 094 71234          | Baudenkmal     | BW |
| Unterm Hagen 16a (Karte) | Wohnhaus                         | | 094 71235          | Baudenkmal     | BW |
| Unterm Hagen 16b (Karte) | Wohnhaus                         | | 094 71236          | Baudenkmal     | BW |
| Unterm Hagen 71a (Karte) | Wohnhaus                         | | 094 71357          | Baudenkmal     | Wohnhaus |
| Unterm Hagen 71a, 72, 73, 74, 75, 76, 77, 78, 79, 80 (Karte) | Straßenzeile                     | | 094 71233          | Denkmalbereich | BW |
| Unterm Hagen 72 (Karte) | Wohnhaus                         | | 094 71356          | Baudenkmal     | Wohnhaus |
| Unterm Hagen 73 (Karte) | Wohnhaus                         | | 094 71355          | Baudenkmal     | BW |
| Unterm Hagen 74 (Karte) | Wohnhaus                         | | 094 71354          | Baudenkmal     | BW |
| Unterm Hagen 75 (Karte) | Wohnhaus                         | | 094 71353          | Baudenkmal     | BW |
| Unterm Hagen 76 (Karte) | Wohnhaus                         | | 094 71352          | Baudenkmal     | BW |
| Unterm Hagen 77 (Karte) | Wohnhaus                         | | 094 71351          | Baudenkmal     | BW |
| Unterm Hagen 80 (Karte) | Wohn- und Geschäftshaus          | | 094 71350          | Baudenkmal     | Wohn- und Geschäftshaus |
| Vogelgesang 1 unterhalb des ehemaligen Weinbergs (Karte) | Schornstein                      | | 094 86915          | Baudenkmal     | Schornstein |
| Weinberg (Karte) | Stadtmauer                       | | 107 05024          | Baudenkmal     | Weitere Bilder |
| Weinbergstraße 1 Ecke Johannesstraße (Karte) | Wohnhaus                         | Wohnhaus | 107 05020          | Baudenkmal     | Wohnhaus |
| Zerbster Chaussee 19 (Karte) | Wohnhaus                         | | 094 71382          | Baudenkmal     | BW |
| Zerbster Straße 5 (Karte) | Wohn- und Geschäftshaus          | | 094 76120          | Baudenkmal     | BW |
| Zerbster Straße 9 (Karte) | Ackerbürgerhaus                  | | 094 76121          | Baudenkmal     | BW |
| Zerbster Straße 10 (Karte) | Wohnhaus                         | | 094 76122          | Baudenkmal     | BW |
| Zerbster Straße 11 (Karte) | Ackerbürgerhaus                  | | 094 76123          | Baudenkmal     | BW |
| Zerbster Straße 14 (Karte) | Zollhaus                         | | 107 05008          | Baudenkmal     | BW |
| Zerbster Straße 27 (Karte) | Wohnhaus                         | | 094 76124          | Baudenkmal     | BW |
| Zerbster Straße 28 (Karte) | Ackerbürgerhaus                  | | 094 76125          | Baudenkmal     | BW |
| Zerbster Straße 30 (Karte) | Wohnhaus                         | | 094 76126          | Baudenkmal     | BW |
| Zerbster Straße 31 (Karte) | Logenhaus                        | | 094 71381          | Baudenkmal     | BW |
| Zerbster Straße 34 (Karte) | Wohn- und Geschäftshaus          | | 094 71309          | Baudenkmal     | BW |

### Detershagen
| Lage                                               | Bezeichnung    | Beschreibung | Erfassungs- nummer | Ausweisungsart | Bild           |
| -------------------------------------------------- | -------------- | ------------ | ------------------ | -------------- | -------------- |
| Kirchplatz, Neue Schulstraße (Karte)               | Kirche         |              | 094 05683          | Baudenkmal     | Kirche         |
| Kirchplatz, Neue Schulstraße an der Kirche (Karte) | Kriegerdenkmal |              | 094 71310          | Baudenkmal     | Kriegerdenkmal |

### Gütter
| Lage               | Bezeichnung       | Beschreibung                                              | Erfassungs- nummer | Ausweisungsart | Bild           |
| ------------------ | ----------------- | --------------------------------------------------------- | ------------------ | -------------- | -------------- |
| Dorfstraße (Karte) | Dorfkirche Gütter | Kirche romanische Feldsteinkirche aus dem 12. Jahrhundert | 094 05669          | Baudenkmal     | Weitere Bilder |
| Dorfstraße (Karte) | Turm              | Turm ehemalige Transformatorenstation, Fachwerkgebäude    | 094 10176          | Baudenkmal     | Turm           |

### Ihleburg
| Lage                                         | Bezeichnung             | Beschreibung                                        | Erfassungs- nummer | Ausweisungsart | Bild           |
| -------------------------------------------- | ----------------------- | --------------------------------------------------- | ------------------ | -------------- | -------------- |
| (Karte)                                      | Dorfkirche Ihleburg     | Kirche                                              | 094 05754          | Baudenkmal     | Weitere Bilder |
| am Sportplatz (Karte)                        | Kriegerdenkmal Ihleburg |                                                     | 094 71379          | Baudenkmal     | BW             |
| am Kirchhof (Karte)                          | Pfarrhof                |                                                     | 094 71279          | Baudenkmal     | Weitere Bilder |
| K 1208 zwischen Parchau und Ihleburg (Karte) | Gedenkstätte            |                                                     | 094 86926          | Baudenkmal     | Weitere Bilder |
| Lange Mühlenstraße                           | Transformatorenstation  | Transformatorenstation 2021 als Denkmal ausgewiesen | 094 18784          | Baudenkmal     |                |

### Niegripp
| Lage                          | Bezeichnung    | Beschreibung | Erfassungs- nummer | Ausweisungsart | Bild           |
| ----------------------------- | -------------- | ------------ | ------------------ | -------------- | -------------- |
| (Karte)                       | Kirche         | 1732         | 094 05716          | Baudenkmal     | Weitere Bilder |
| auf dem Kirchplatz (Karte)    | Kriegerdenkmal |              | 094 71264          | Baudenkmal     | Kriegerdenkmal |
| Alte Schleuse 1, 2, 3 (Karte) | Schleuse       |              | 094 05645          | Baudenkmal     | Schleuse       |

### Parchau
| Lage                               | Bezeichnung    | Beschreibung | Erfassungs- nummer | Ausweisungsart | Bild           |
| ---------------------------------- | -------------- | ------------ | ------------------ | -------------- | -------------- |
| Chausseestraße 2 (Karte)           | Bauernhof      |              | 094 71222          | Baudenkmal     | Weitere Bilder |
| Große Seestraße 1 (Karte)          | Kirche         |              | 094 10174          | Baudenkmal     | Weitere Bilder |
| Große Seestraße 1 auf dem Kirchhof | Kriegerdenkmal |              | 094 71200          | Baudenkmal     |                |
| Schartauer Weg 4 (Karte)           | Bauernhof      |              | 094 71227          | Baudenkmal     | BW             |
| Schmiedeberg 3 (Karte)             | Schmiede       |              | 107 05017          | Baudenkmal     | BW             |
| Zum Seedamm im Ortskern            | Denkmal        |              | 094 71261          | Baudenkmal     |                |
| Zum Seedamm an der Kirche (Karte)  | Gefängnis      |              | 094 71223          | Baudenkmal     | BW             |
| Zum Seedamm 1 (Karte)              | Bauernhof      |              | 094 71224          | Baudenkmal     | BW             |
| Zum Seedamm 9 (Karte)              | Wohnhaus       |              | 094 71226          | Baudenkmal     | BW             |

### Reesen
| Lage                                                                    | Bezeichnung            | Beschreibung                                                                          | Erfassungs- nummer | Ausweisungsart               | Bild                   |
| ----------------------------------------------------------------------- | ---------------------- | ------------------------------------------------------------------------------------- | ------------------ | ---------------------------- | ---------------------- |
| B 1 – Berliner Chaussee (Karte)                                         | Distanzstein           | Preußischer Ganzmeilenobelisk mit Sitzbank (0109)                                     | 094 05647          | Kleindenkmal                 | Weitere Bilder         |
| B 1 zwischen Reesen und Hohenseeden nordöstlich vom Ortsausgang (Karte) | Distanzstein           | Preußischer Viertelmeilenstein (0107)                                                 | 094 71285          | Kleindenkmal                 | Weitere Bilder         |
| Berliner Chaussee 18 (Karte)                                            | Chausseehaus           |                                                                                       | 094 05646          | Baudenkmal                   | Chausseehaus           |
| Reesener Dorfstraße (Karte)                                             | Dorfkirche Reesen      | Kirche                                                                                | 094 05718          | Baudenkmal                   | Weitere Bilder         |
| Reesener Dorfstraße auf dem Kirchhof (Karte)                            | Kriegerdenkmal Reesen  | Kriegerdenkmal Denkmal für die im Zweiten Weltkrieg gefallenen Einwohner Reesens      | 094 71284          | Baudenkmal                   | Kriegerdenkmal Reesen  |
| Reesener Dorfstraße vor der Kirche (Karte)                              | Kriegerdenkmal Reesen  | Kriegerdenkmal Denkmal für die im Ersten Weltkrieg gefallenen Einwohner Reesens       | 094 71313          | Baudenkmal                   | Kriegerdenkmal Reesen  |
| Reesener Dorfstraße 3 (Karte)                                           | Pfarrhof               | Pfarrhof                                                                              | 094 76298          | Baudenkmal                   | Pfarrhof               |
| Reesener Dorfstraße 3 (Karte)                                           | Südliches Stallgebäude | Stall, denkmalkonstituierender Teil des Pfarrhofs, 2017 als Einzeldenkmal ausgewiesen | 094 76298 001      | Teilobjekt eines Baudenkmals | Südliches Stallgebäude |

### Schartau
| Lage                              | Bezeichnung            | Beschreibung | Erfassungs- nummer | Ausweisungsart | Bild                   |
| --------------------------------- | ---------------------- | ------------ | ------------------ | -------------- | ---------------------- |
| auf dem Kirchhof (Karte)          | Kriegerdenkmal         |              | 094 71367          | Baudenkmal     | BW                     |
| Alte Bergstraße 5 (Karte)         | Gasthaus               | Zur Sonne    | 094 71278          | Baudenkmal     | BW                     |
| Alte Friedenstraße (Karte)        | Sankt-Sebastian-Kirche |              | 094 05720          | Baudenkmal     | Sankt-Sebastian-Kirche |
| Schartauer Hauptstraße 38 (Karte) | Bauernhof              |              | 094 71263          | Baudenkmal     | BW                     |

## Ehemalige Kulturdenkmale nach Ortsteilen
Die nachfolgenden Objekte waren ursprünglich ebenfalls denkmalgeschützt oder wurden in der Literatur als Kulturdenkmale geführt. Die Denkmale bestehen heute jedoch nicht mehr, ihre Unterschutzstellung wurde aufgehoben oder sie werden nicht mehr als Denkmale betrachtet.

### Burg
| Lage | Bezeichnung                                  | Beschreibung | Erfassungs- nummer | Ausweisungsart | Bild     |
| --- | -------------------------------------------- | --- | ------------------ | -------------- | -------- |
| Bahnhofstraße 5 (Karte)                                                                                             | Wohnhaus                                     | Wohnhaus, Geburtshaus von Brigitte Reimann, 2017 abgerissen, zumindest seit 2020 als Denkmal gestrichen.                                                                                       | 094 75991          | Baudenkmal     | Wohnhaus |
| Bahnhofstraße 6 (Karte)                                                                                             | Wohnhaus                                     | Wohnhaus, 2017 abgerissen, zumindest seit 2020 als Denkmal gestrichen. | 094 75992          | Baudenkmal     | Wohnhaus |
| Berliner Straße 46 (Karte)                                                                                          | Wohnhaus                                     | abgerissen | 094 76000          | Baudenkmal     | BW       |
| Breiter Weg 7 (Karte)                                                                                               | Fabrik                                       | | 094 76254          | Baudenkmal     | BW       |
| Breiter Weg 11 (Karte)                                                                                              | Wohnhaus                                     | | 094 76011          | Baudenkmal     | Wohnhaus |
| Breiter Weg 29 (Karte)                                                                                              | Wohnhaus                                     | abgerissen | 094 76021          | Baudenkmal     | BW       |
| Breiter Weg 43a (Karte)                                                                                             | Fabrik                                       | abgerissen | 094 76029          | Baudenkmal     | BW       |
| Breiter Weg 46 (Karte)                                                                                              | Wohn- und Geschäftshaus                      | Wohn- und Geschäftshaus 2015 abgerissen, zumindest seit 2020 als Denkmal gestrichen. | 094 76031          | Baudenkmal     | BW       |
| Breiter Weg 49 (Karte)                                                                                              | Wohnhaus                                     | | 094 76032          | Baudenkmal     | BW       |
| Brüderstraße 12 (Karte)                                                                                             | Wohnhaus                                     | | 094 87029          | Baudenkmal     | BW       |
| Brüderstraße 22 (Karte)                                                                                             | Wohnhaus                                     | | 094 76035          | Baudenkmal     | BW       |
| Brüderstraße 23, 24, 25, 26, Jakobistraße 11, 12, 13, 14, 15, 16, Kaiterling 1, Magdeburger Straße 6, 7, 45 (Karte) | Rolandplatz                                  | Platz, Haus Magdeburger Straße 45 im Jahr 2012 abgerissen. Nach Verlust der Denkmaleigenschaft 2019 aus dem Denkmalverzeichnis ausgetragen.                                                    | 094 05651          | Denkmalbereich | BW       |
| Brüderstraße 25 (Karte)                                                                                             | Wohnhaus                                     | Wohnhaus, nach Notabbruch 2019 aus dem Denkmalverzeichnis ausgetragen. | 094 76038          | Baudenkmal     | BW       |
| Brüderstraße 26 (Karte)                                                                                             | Wohnhaus                                     | Wohnhaus, nach Notabbruch 2019 aus dem Denkmalverzeichnis ausgetragen. | 107 60005          | Baudenkmal     | BW       |
| Brüderstraße 27, 28 (Karte)                                                                                         | Gedenktafel                                  | | 094 05529          | Baudenkmal     | BW       |
| Brüderstraße 32 (Karte)                                                                                             | Wohnhaus                                     | | 094 76041          | Baudenkmal     | BW       |
| Brüderstraße 36 (Karte)                                                                                             | Wohn- und Geschäftshaus                      | abgerissen | 094 71216          | Baudenkmal     | BW       |
| Brüderstraße 40 (Karte)                                                                                             | Wohnhaus                                     | 2013 abgerissen | 094 76047          | Baudenkmal     | BW       |
| Bürgermarkstraße 22 (Karte)                                                                                         | Wohnhaus                                     | | 094 76051          | Baudenkmal     | BW       |
| Friedenstraße 14 (Karte)                                                                                            | Wohnhaus                                     | Wohnhaus nach Abbruch 2019 aus dem Denkmalverzeichnis ausgetragen. | 107 70010          | Baudenkmal     | BW       |
| Große Hirtenstraße 26 (Karte)                                                                                       | Wohnhaus                                     | Wohnhaus 2015 im Zuge einer Ersatzvornahme durch die Bauaufsicht abgerissen. Die Austragung aus dem Denkmalverzeichnis erfolgte im Jahr 2016.                                                  | 094 71317          | Baudenkmal     | BW       |
| Kanalstraße 36 (Karte)                                                                                              | Fabrik                                       | Fabrik | 094 71248          | Baudenkmal     | BW       |
| Kapellenstraße 40 (Karte)                                                                                           | Wohnhaus                                     | Wohnhaus | 094 76064          | Baudenkmal     | BW       |
| Klosterstraße 13 (Karte)                                                                                            | Wohnhaus                                     | eingeschossiges Wohnhaus in Fachwerkbauweise vom Ende des 18., Anfang des 19. Jahrhunderts, nach einem Sicherheitsabbruch wurde das Objekt im Jahr 2017 aus dem Denkmalverzeichnis ausgetragen | 094 86763          | Baudenkmal     | BW       |
| Magdeburger Straße 6 (Karte)                                                                                        | Wohnhaus                                     | Wohnhaus 2024 aus dem Denkmalverzeichnis gestrichen. | 094 76066          | Baudenkmal     | Wohnhaus |
| Magdeburger Straße 45 (Karte)                                                                                       | Wohnhaus                                     | „Scharfe Ecke“, 2012 abgerissen | 094 76070          | Baudenkmal     | BW       |
| Markt 25 (Karte) | Gasthof                                      | Zur Post, abgerissen | 094 76077          | Baudenkmal     | BW       |
| Markt 27 (Karte) | Wohnhaus                                     | | 094 76078          | Baudenkmal     | BW       |
| Markt 28 (Karte) | Wohn- und Geschäftshaus                      | 2012 abgerissen | 094 17363          | Baudenkmal     | BW       |
| Neuendorfer Straße x                                                                                                | Saalbau                                      | Saalbau | 094 10165          | Baudenkmal     |          |
| Oberstraße 35 (Karte)                                                                                               | Ackerbürgerhof                               | Ackerbürgerhof 2024 aus dem Denkmalverzeichnis gestrichen. | 107 70001          | Baudenkmal     | BW       |
| Oberstraße 40 (Karte)                                                                                               | Wohnhaus                                     | | 094 76087          | Baudenkmal     | BW       |
| Oberstraße 84 (Karte)                                                                                               | Wohnhaus                                     | | 094 76095          | Baudenkmal     | BW       |
| Parchauer Chaussee 3 (Karte)                                                                                        | Wohnhaus                                     | | 094 71276          | Baudenkmal     | BW       |
| Petersilienstraße 2 (Karte)                                                                                         | Wohnhaus                                     | Wohnhaus, 2015 im Zuge einer Ersatzvornahme durch die Bauaufsicht abgerissen. Die Austragung aus dem Denkmalverzeichnis erfolgte im Jahr 2015.                                                 | 094 71320          | Baudenkmal     | Wohnhaus |
| Schartauer Straße 27 (Karte)                                                                                        | Wohn- und Geschäftshaus Schartauer Straße 27 | Wohn- und Geschäftshaus Im Jahr 2021 unter Angabe der Kategorie Verfall, Abbruch aus bauordnungsrechtlichen Gründen, ungenehmigte Veränderungen aus dem Denkmalverzeichnis gestrichen.         | 094 76108          | Baudenkmal     | BW       |
| Schulstraße 1 (Karte)                                                                                               | Wohnhaus                                     | Wohnhaus abgerissen | 094 05526          | Baudenkmal     | BW       |
| Schulstraße 2 Ecke Deichstraße (Karte)                                                                              | Wohnhaus                                     | Wohnhaus 2024 aus dem Denkmalverzeichnis gestrichen. | 094 71325          | Baudenkmal     | BW       |
| Schulstraße 33 (Karte)                                                                                              | Wohnhaus                                     | Wohnhaus 2024 aus dem Denkmalverzeichnis gestrichen. | 094 71322          | Baudenkmal     | BW       |
| Schulstraße 46 (Karte)                                                                                              | Wohn- und Geschäftshaus                      | Wohn- und Geschäftshaus 2014 abgerissen, 2024 aus dem Denkmalverzeichnis gestrichen. | 094 71323          | Baudenkmal     | BW       |
| Schulstraße 47 (Karte)                                                                                              | Wohnhaus                                     | Wohnhaus 2024 aus dem Denkmalverzeichnis gestrichen. | 094 71324          | Baudenkmal     | BW       |
| Zerbster Straße 1 (Karte)                                                                                           | Wohn- und Geschäftshaus Zerbster Straße 1    | Wohn- und Geschäftshaus Im Jahr 2021 unter Angabe der Kategorie Verfall, Abbruch aus bauordnungsrechtlichen Gründen, ungenehmigte Veränderungen aus dem Denkmalverzeichnis gestrichen.         | 107 05011          | Baudenkmal     | BW       |
| Zerbster Straße 29 (Karte)                                                                                          | Wohnhaus                                     | Wohnhaus nach einer Sicherungsverfügung der Bauaufsicht 2016 abgerissen. Die Austragung aus dem Denkmalverzeichnis erfolgte im Jahr 2016.                                                      | 094 86848          | Baudenkmal     | BW       |

### Reesen
| Lage                           | Bezeichnung | Beschreibung | Erfassungs- nummer | Ausweisungsart | Bild |
| ------------------------------ | ----------- | ------------ | ------------------ | -------------- | ---- |
| Reesener Dorfstraße 19 (Karte) | Wohnhaus    |              | 094 71283          | Baudenkmal     | BW   |

## Legende
In den Spalten befinden sich folgende Informationen:
- Lage: Nennt den Straßennamen und wenn vorhanden die Hausnummer des Kulturdenkmals. Die Grundsortierung der Liste erfolgt nach dieser Adresse. Der Link „Karte“ führt zu verschiedenen Kartendarstellungen und nennt die geographischen Koordinaten.
Link zu einem Kartenansichtstool, um Koordinaten zu setzen. In der Kartenansicht sind Baudenkmale ohne Koordinaten mit einem roten bzw. orangen Marker dargestellt und können in der Karte gesetzt werden. Baudenkmale ohne Bild sind mit einem blauen bzw. roten Marker gekennzeichnet, Baudenkmale mit Bild mit einem grünen bzw. orangen Marker.
- Offizielle Bezeichnung: Nennt den Namen, die Bezeichnung oder zumindest die Art des Kulturdenkmals und verlinkt, soweit vorhanden, auf den Artikel zum Objekt.
- Beschreibung: Nennt bauliche und geschichtliche Einzelheiten des Kulturdenkmals, vorzugsweise die Denkmaleigenschaften.
- Erfassungsnummer: Für jedes Kulturdenkmal wird in Sachsen-Anhalt eine 20stellige Erfassungsnummer vergeben. Die letzten zwölf Ziffern werden für die Untergliederung nach Teilobjekten genutzt und werden nur angegeben, soweit vergeben. In dieser Spalte kann sich folgendes Icon  befinden, dies führt zu Angaben zu diesem Baudenkmal bei Wikidata.
- Ausweisungsart: Die Einordnung des Denkmales nach § 2 Abs. 2 DenkmSchG LSA
- Bild: Ein Bild des Denkmales, und gegebenenfalls einen Link zu weiteren Fotos des Kulturdenkmals im Medienarchiv Wikimedia Commons. Wenn man auf das Kamerasymbol klickt, können Fotos zu Kulturdenkmalen aus dieser Liste hochgeladen werden: